# Langhans-Riesenzelle

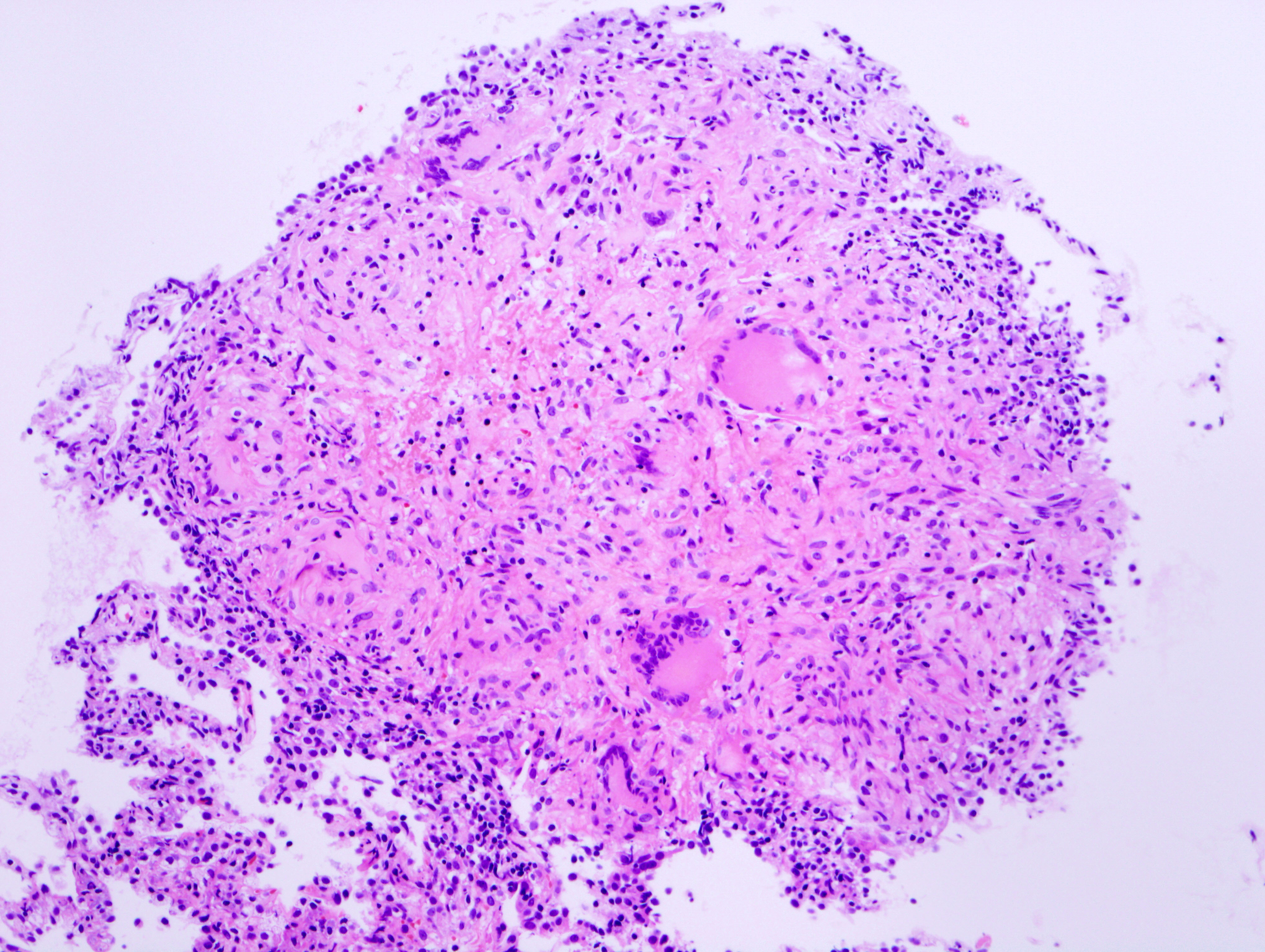
Langhans-Riesenzellen in einem Granulom bei Tuberkulose. HE.

 Die Langhans-Zelle oder Langhans-Riesenzelle ist eine aus dem retikuloendothelialen System (RES) entwickelte oder von einer Epitheloidzelle abgeleitete Zelle, die der körpereigenen Infektabwehr zuzurechnen ist.
Die Funktion der Riesenzellen (welche nicht mit den phagozytierenden Langerhans-Zellen verwechselt werden sollten) vom Langhans-Typ ist weitgehend unbekannt. Sie sind bei granulomatösen Erkrankungen verschiedener Ursache nachweisbar, etwa bei Infektionskrankheiten wie Tuberkulose, Lepra oder Schistosomiasis und chronischen Entzündungen wie Morbus Crohn, rheumatoider Arthritis und Sarkoidose.
Sie hat einen Durchmesser von bis zu 0,3 mm, ist nur in geringem Maße phagozytisch aktiv und auf die Sekretion lysosomaler Enzyme spezialisiert. Charakteristisch ist die hufeisenförmige Anordnung der zahlreichen Zellkerne.
Benannt ist die Langhans-Riesenzelle nach dem Direktor des Pathologischen Instituts der Universität Bern Theodor Langhans (1839–1915), der 1868 den Begriff „Riesenzelle“ für sie prägte.